# Леновка
Леновка (укр. Ленівка) — село в Каменец-Подольском районе Хмельницкой области Украины.
Население по переписи 2001 года составляло 69 человек. Почтовый индекс — 32392. Телефонный код — 3849. Занимает площадь 0,275 км².
К востоку от села протекает река Студеница (приток Днестра).
Село лежит в пределах национального природного парка «Подольские Товтры».

## Местный совет
32385, Хмельницкая обл., Каменец-Подольский р-н, с. Китайгород, ул. Ленина, 70